# Débora Nunes
Débora Fernanda da Silva Nunes (Porto Alegre, 19 de junio de 1983) es una deportista brasileña que compitió en taekwondo. Ganó dos medallas de bronce en el Campeonato Panamericano de Taekwondo en los años 2004 y 2006.

## Palmarés internacional
| Campeonato Panamericano | Campeonato Panamericano          | Campeonato Panamericano | Campeonato Panamericano |
| Año                     | Lugar                            | Medalla                 | Categoría               |
| ----------------------- | -------------------------------- | ----------------------- | ----------------------- |
| 2004                    | Santo Domingo ( Rep. Dominicana) | Medalla de bronce       | –59 kg                  |
| 2006                    | Buenos Aires (Argentina)         | Medalla de bronce       | –55 kg                  |